# 文摘
文摘，指文章的摘要、摘抄、摘录等。许多以文摘作为主要内容的期刊因为选取各刊的精华部分而广受欢迎。

## 文摘杂志
- 《读者文摘》
- 《读者网摘》
- 《读者》
- 《文摘报》
- 《青年文摘》

## 文摘报纸
- 《报刊文摘》